# Sophie Elise
Sofie Steen Isachsen, född 18 december 1994 i Harstad, mer känd som Sophie Elise eller Sophie Elise Isachsen, är en norsk bloggare, sångare och låtskrivare. 
Sophie Elise är mest känd för att vara bloggare på bloggen sophieelise.blogg.no, som i mars 2015 var den mest lästa bloggen i Norge. Hon har också deltagit i alla fyra säsonger av serien Bloggerne på TV 2 Bliss, och våren 2015 var hon med i danstävlingen Mitt dansecrew på TV 2, där hon slutade på en tredjeplats. 2013 var hon på omslaget av herrtidningen FHM.
2014 släppte Sophie Elise singeln "Lionheart". Singeln sålde platina i Norge, och låg även på en tolfteplats på VG-lista i en vecka. Hennes andra singel, "Love Like That", släpptes 2015. "Love Like That" låg som nummer 27 på VG-lista i en vecka. 
2016 gav Sophie Elise ut självbiografin Forbilde.
2017 medverkade hon på Joakim Lundells låt "Only Human".